# モーレイロボティックス
モーレイロボティックス（英: Moley Robotics(英語版)）は、家庭用ロボットの製造会社でイギリス、ロンドンに拠点を置く。炊事ロボットを開発し一般家庭向けに販売を計画している。
ロシア出身の数学者でコンピュータ科学者のマーク・オレイニキ Mark Oleynik は家庭用の厨房（ちゅうぼう）設備としてサービスロボットの開発を目指した。同社は初めて自動調理システム「モーレイ・ロボット・キッチン」(MK1) を開発した。

## 沿革
モーレイロボティックスの社名は創業者のニックネームにちなむ。
調理の技術を覚えていなくても家庭でおいしい料理を作れるように起業したと言い、調理ロボットの試作機初号を2015年4月にハノーファー・メッセ 産業用ロボット見本市（ドイツ）に出品する。科学系および技術系のイベントにも出展して上海で「最優秀消費電子展賞」（同5月）、試作器は第1回「UAE AI・ロボティクス賞」国際部門健康分野で次点となる（2016年1月）。一般家庭向けの商品は2018年販売予定と発表され、2020年11月時点では発売日は未定である。『Factor Magazine』によると試作品の発表段階の見通しでは当初設定価格は7万5千ドル、4、5年で3万ドル余りで買えるようになると想定された。
クラウドファンディングによる出資者の募集と、実質的な開発費用の手当ては2016年9月とされる。ハノーファーで試作機を披露したときは、登録されたレシピは1点、カニのビスクであった。理想としては量産体制に持っていき、システムキッチン（シンク＋コンロ＋天火＋食洗機＋冷蔵庫＋棚）にロボットアームをセットして、一式1万ポンド（約1万5千ドル＝2015年の為替相場）で販売したいという。ロボット製品の市場動向（2015年時点）をタイム誌が調べたところ、用途は床掃除、プール掃除、芝刈りなど「単純作業で退屈」という点と機械の大きさが決め手の要因という。 取材先の新技術のマーケティング情報企業ABIリサーチ（アメリカ）はそれに加えて、値頃感が市場を確保できるかどうかのキーポイントとなり、ある特定の価格帯を超えたとたんにユーザー数が大きく減ると分析する。同じくタイム誌の調べでは、ロボット機器への消費意欲は2010年の150億ドルから2025年予測値670億ドルへ伸びるとボストン・コンサルティングは見込んでいる（2015年時点）。

## 製品
モーレイ・ロボット・キッチン The Moley Robotics Kitchen (MK1) という家庭用ロボットを開発している。調理中の動作を入力して記録、またデータベースのレシピに基づいた調理作業を2本のロボットアームで行う。調理から食器類の片付けまで一連の作業ができる自動装置で、操作の指示はスマートフォンやGoogle Homeから受け付ける。
試作品はシステムキッチン型でロボットアーム2本に触覚センサーを搭載、また調理器具として天火とコンロ、さらに食洗機を組み付け、タッチパネルがある。人工の腕は包丁や電気ミキサー、泡立て器あるいはコンロなど、ほとんどの手持ちの道具やキッチン設備を操作でき、フードプロセッサーで材料を刻む。
調理の監修は2011年イギリスBBCが主催した調理人チャンピオン番組の優勝者ティム・アンダーソンに依頼、手順の学習に努めた。料理人が着けた手袋と装置に組み込んだ3Dカメラで調理の手順を記録し、あらゆる動作をデータベースに蓄積する。料理人の動作を解析する動作解析（en）アルゴリズムの開発はスタンフォード大学と カーネギーメロン大学の教授に依頼している。理論上はデータベースの情報を読み込んだロボットアームが調理の手順を再現すると、よく似た料理を作ることができる。
試作機では料理の材料の下ごしらえをするのはユーザーで、ロボットには目に当たる位置認識装置がないため、あらかじめ指定された場所に並べておく。調理の指示はタッチパネルもしくはスマートフォンのアプリを操作し、材料のほか調理法や調理時間、人数、料理のタイプやカロリー値などを入力する。今後の開発目標には料理の作り方2千件超の提供が含まれ、ユーザーが選べるようにするという。

## 市場への普及
2024年現在、モーレイロボティックスはロンドンにショールームを開設、プロモーションを強化し、同社のウェブサイトでは「高級住宅市場向け」であることが強調されている。家庭用調理ロボットの分野で先駆的な役割を果たしているが、市場での普及状況について客観的に評価できる資料が不足している状態である。